# Desideria
Desideria là chi thực vật có hoa trong họ Cải.